# Nombre de Lundquist
Le nombre de Lundquist {\displaystyle (Lu)} est un nombre sans dimension utilisé en mécanique des fluides et plus précisément en magnétohydrodynamique. Il est sert à caractériser les ondes d'Alfven unidirectionnelles. Il correspond au rapport de la vitesse d'Alfvén sur la vitesse de diffusion résistive.
Ce nombre porte le nom de Stig A. S. Lundquist, physicien suédois.
On le définit de la manière suivante :
{\displaystyle Lu=\sigma \,B\,l\left({\frac {\mu _{e}}{\rho }}\right)^{0{,}5}}
avec :
- σ - conductivité électrique
- l - épaisseur de la couche du fluide
- ρ - masse volumique
- μe - perméabilité magnétique
- B - densité du champ magnétique

Le symbole S est également utilisé pour représenter ce nombre dans la littérature scientifique.